# Om Mani Padme Hum
Oṃ maṇi padme hūm̐ (chữ Devanāgarī: ॐ मणि पद्मे हूँ, tiếng Tây Tạng: ཨོཾ་མ་ཎི་པདྨེ་ཧཱུྃ) là một câu Chân ngôn tiếng Phạn, được xem là chân ngôn cầu Quán Thế Âm Bồ Tát và là chân ngôn quan trọng và lâu đời nhất của Phật giáo Tây Tạng. Nó còn được mệnh danh là "Lục Tự Đại Minh Chân Ngôn" tức là "Chân ngôn sáng rõ bao gồm sáu chữ". Có thể dịch câu này là Om, ngọc như ý trong hoa sen, Hūm hay chân linh trong hoa sen. Theo âm Hán-Việt, câu này được đọc là Úm ma ni bát ni hồng (唵嘛呢叭𡁠吽, chữ 𡁠 cũng được viết dị dạng là 咪), hoặc Án ma ni bát mê hồng. 
Thông thường người ta không giảng nghĩa Chân ngôn, nhưng ở đây cần nói thêm là: "ngọc quý" biểu hiện cho Bồ-đề tâm (bodhicitta), "hoa sen" chỉ tâm thức con người, ý nghĩa là tâm Bồ-đề nở trong lòng người. Tuy nhiên Chân ngôn có những âm thanh riêng biệt và những tác dụng bí ẩn theo cách trình bày của Kim cương thừa. Đối với Phật giáo Tây tạng thì Oṃ Maṇi Padme Hūṃ (ཨོཾ་མ་ནི་པ་དྨེ་ཧཱུྃ་) chính là lòng từ bi rộng lớn, muốn đạt Niết-bàn vì lợi ích của chúng sinh. Vì vậy sáu âm tiết của thần chú này cũng được xem là tương ưng với sáu cõi tái sinh của dục giới (Hữu luân, Tam giới).

Om Mani Padme Hum viết bằng chữ Tây Tạng trên các cánh hoa sen, với âm tiết hạt giống HRI ở trung tâm.

## Sách tham khảo
- Fo Guang Ta-tz'u-tien 佛光大辭典. Fo Guang Ta-tz'u-tien pien-hsiu wei-yuan-hui 佛光大辭典編修委員會. Taipei: Fo-Guang ch'u-pan-she, 1988. (Phật Quang Đại Từ điển. Phật Quang Đại Từ điển biên tu uỷ viên hội. Đài Bắc: Phật Quang xuất bản xã, 1988.)
- Das Lexikon der Östlichen Weisheitslehren, Bern 1986.